# Cristina Mayo Santamaría
Cristina Mayo Santamaría (Alcalá de Henares, 12 de juny de 1952) és una esportista, entrenadora i directiva esportiva espanyola. Va ser responsable de la selecció absoluta femenina d'handbol d'Espanya i entrenadora de diversos clubs valencians d'handbol femení de la màxima categoria professional.

## Biografia
Mayo va ser inicialment jugadora de bàsquet. Estudiant Educació Física en la Facultat de Ciències de l'Activitat Física i de l'Esport (INEF) va conèixer a Domingo Bárcenas i a Juan de Dios Román, que van ser els que la van introduir en l'handbol. És doctora en Psicologia i ha estat professora de la Facultat de Ciències de l'Esport a la Universitat de València. La seua tesi doctoral, sobre el lideratge en els esports d'equip i l'handbol femení, va ser publicada en un llibre el 1998.
Als dos anys de començar a jugar, es va fer internacional. El seu club va ser sempre el mateix, l'històric CB Mar Valencia que al llarg dels anys va anar canviant d'ubicació i nom en funció dels patrocinadors de l'equip: el 1994 es va traslladar a L'Eliana i va canviar el nom a CB Mar El Osito L'Eliana. A la temporada 2004/2005, l'equip es traslladà a Sagunt fusionant-se amb l'Alucine Alser Sagunto. Durant aquest últims anys l'equip va ser conegut com Astroc Sagunto (2004–07) i Parc Sagunt (2007–11) i finalment Balonmano Mar Sagunto.
En 1978, mentre jugava en l'equip, va assumir el lloc d'entrenadora, i, durant dos anys, va estar combinant ambdues posicions, convertint-se així en l'única entrenadora en l'esport d'elit espanyol. És l'entrenadora més llorejada, no només de l'handbol espanyol sinó de l'handbol femení europeu i, probablement, una de les més reeixides de l'esport espanyol: 24 Lligues DHF i 20 Copes de la Reina -entre altres títols- la Champions League de 1997 i dos subcampionats (1998 i 2001), a més d'una Champions Trophy i una Recopa d'Europa.
A més d'entrenadora, va ser presidenta de l'equip. També va ser, durant un breu període, regidora de l'oposició a l'Ajuntament de València electa pel Partit Socialista del País Valencià-PSOE (PSPV-PSOE) però com a independent a les eleccions municipals de València de 1995.
Mayo és lesbiana, havent mantingut una relació amb una altra dona durant gairebé 30 anys. En relació amb el lesbianisme, Mayo reconeix que la situació ha millorat comparada amb la situació que existia quan era jove, en què l'homosexualitat de les dones era més tabú.